# Província de Khentii
Khentii (en mongol: Хэнтий), rep el nom de les Muntanyes Khentii i és una de les 21 províncies (aimags) de Mongòlia. La seva capital és Öndörkhaan. Era el lloc on va néixer Genguis Kan.
Ocupa una superfície de 80.325 km² i té una població (2008) de 67.670 habitants.
Fa frontera amb Rússia pel nord.